# Reithrodontomys rodriguezi
Reithrodontomys rodriguezi é uma espécie de roedor da família Cricetidae.
Apenas pode ser encontrada na Costa Rica.